# Schwabing

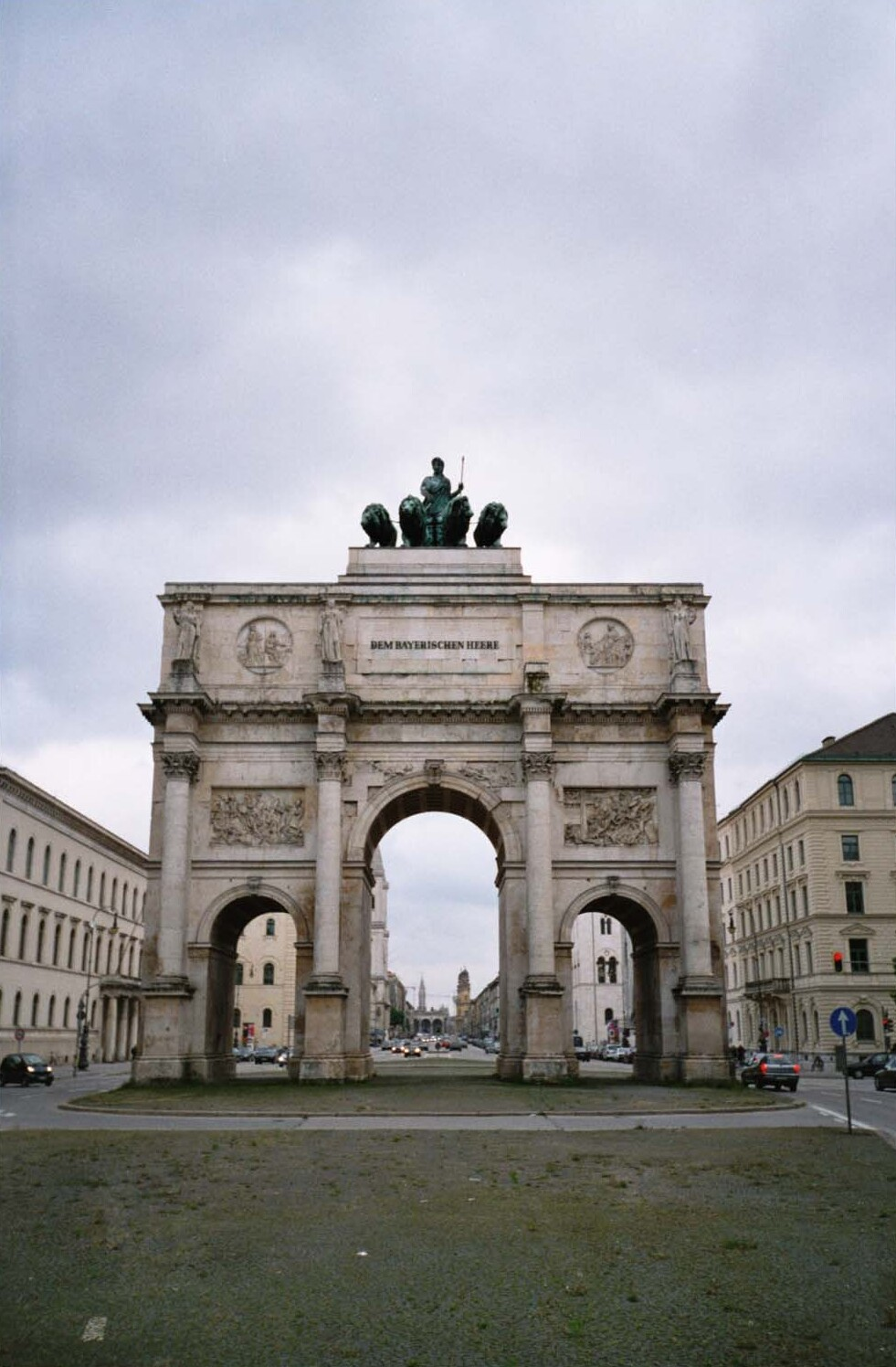
La Porta della Vittoria che divide via Leopold con via Ludovico

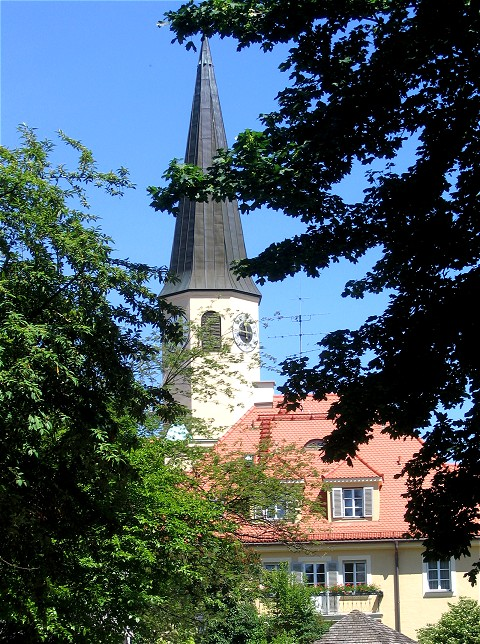
La chiesa di San Silvestro (Monaco di Baviera)

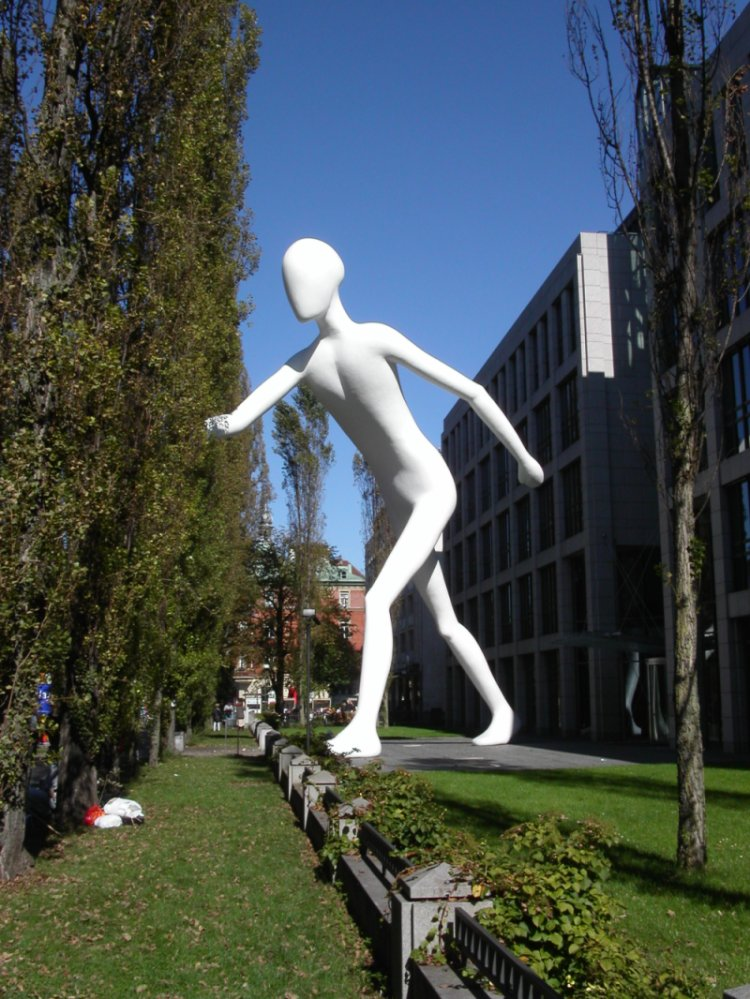
Walking Man davanti alla assicurazione Munich Re

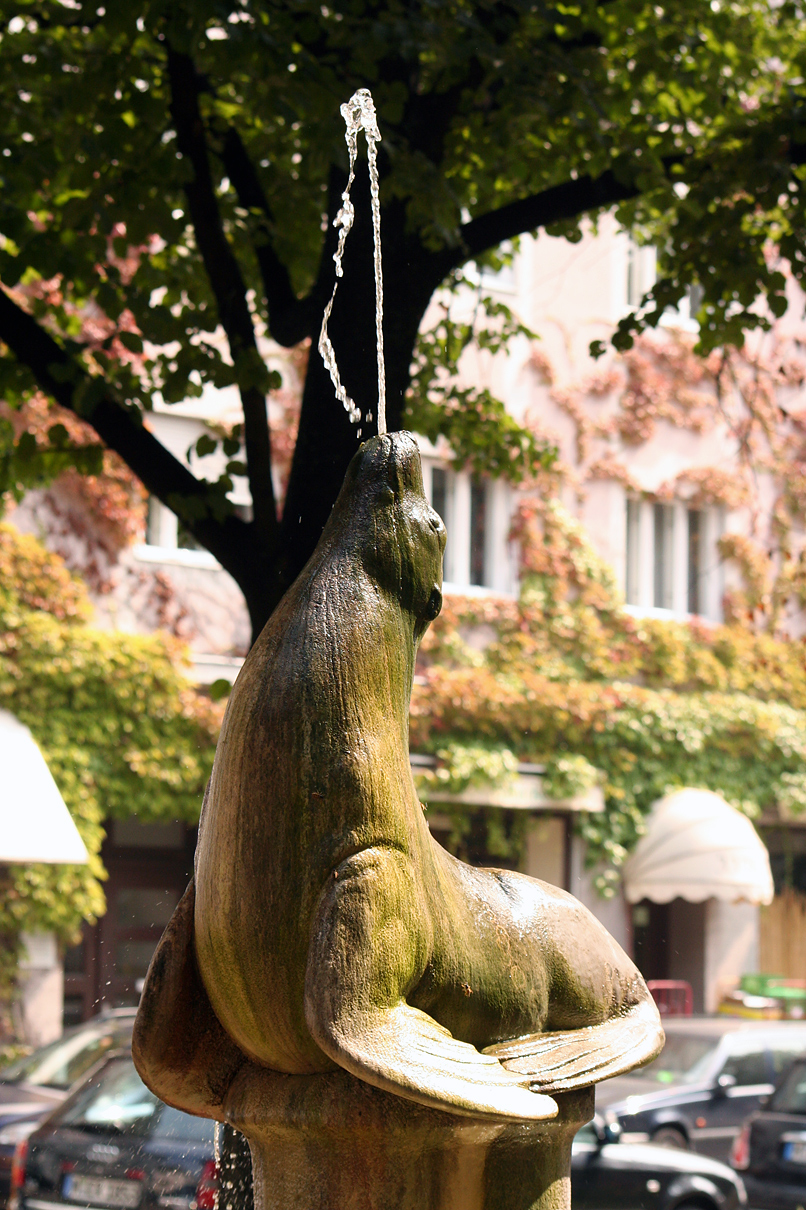
Fontana della Foca in piazza Vittoria

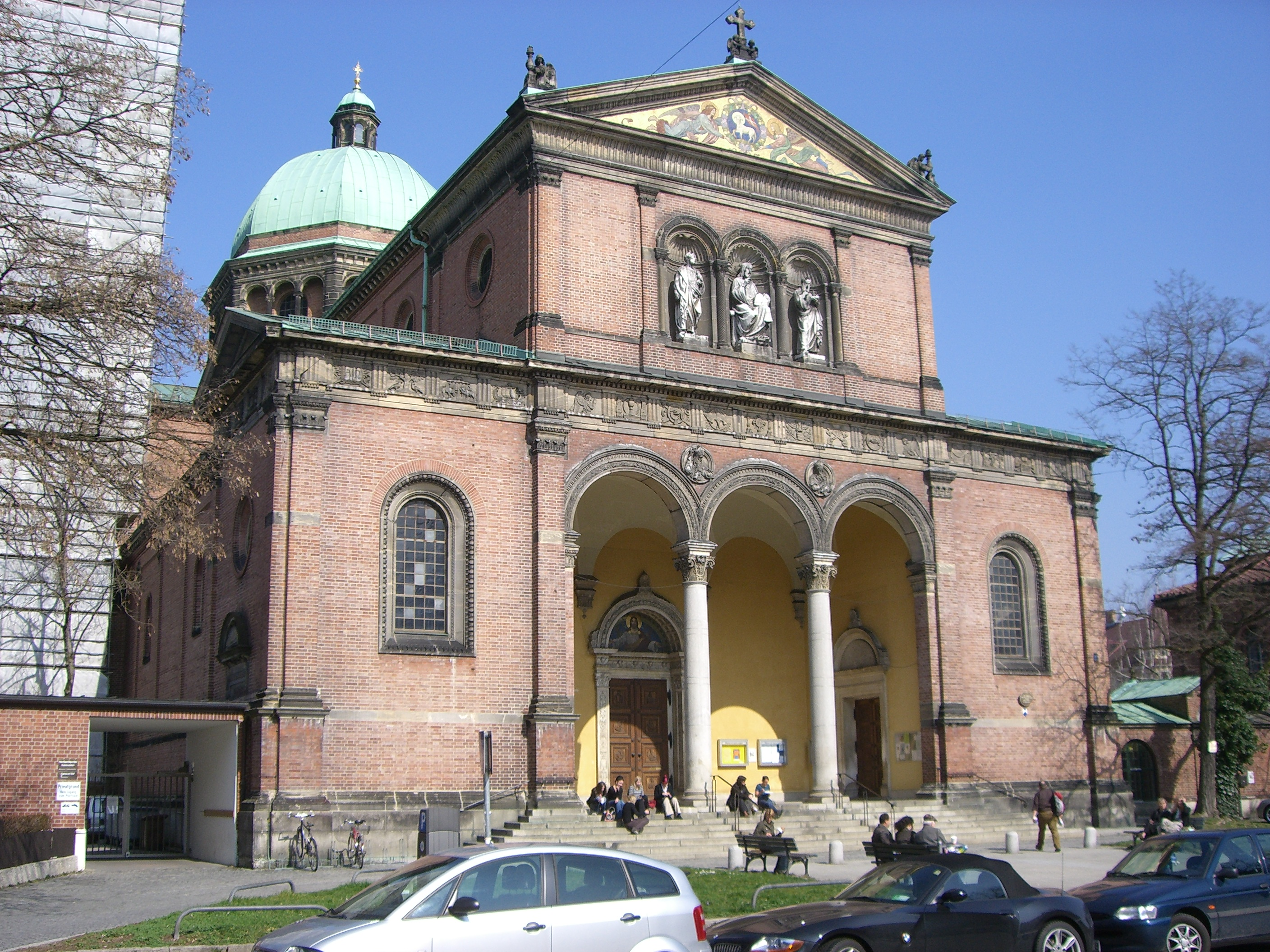
Chiesa di Santa Ursula (Monaco di Baviera) in via Kaiser

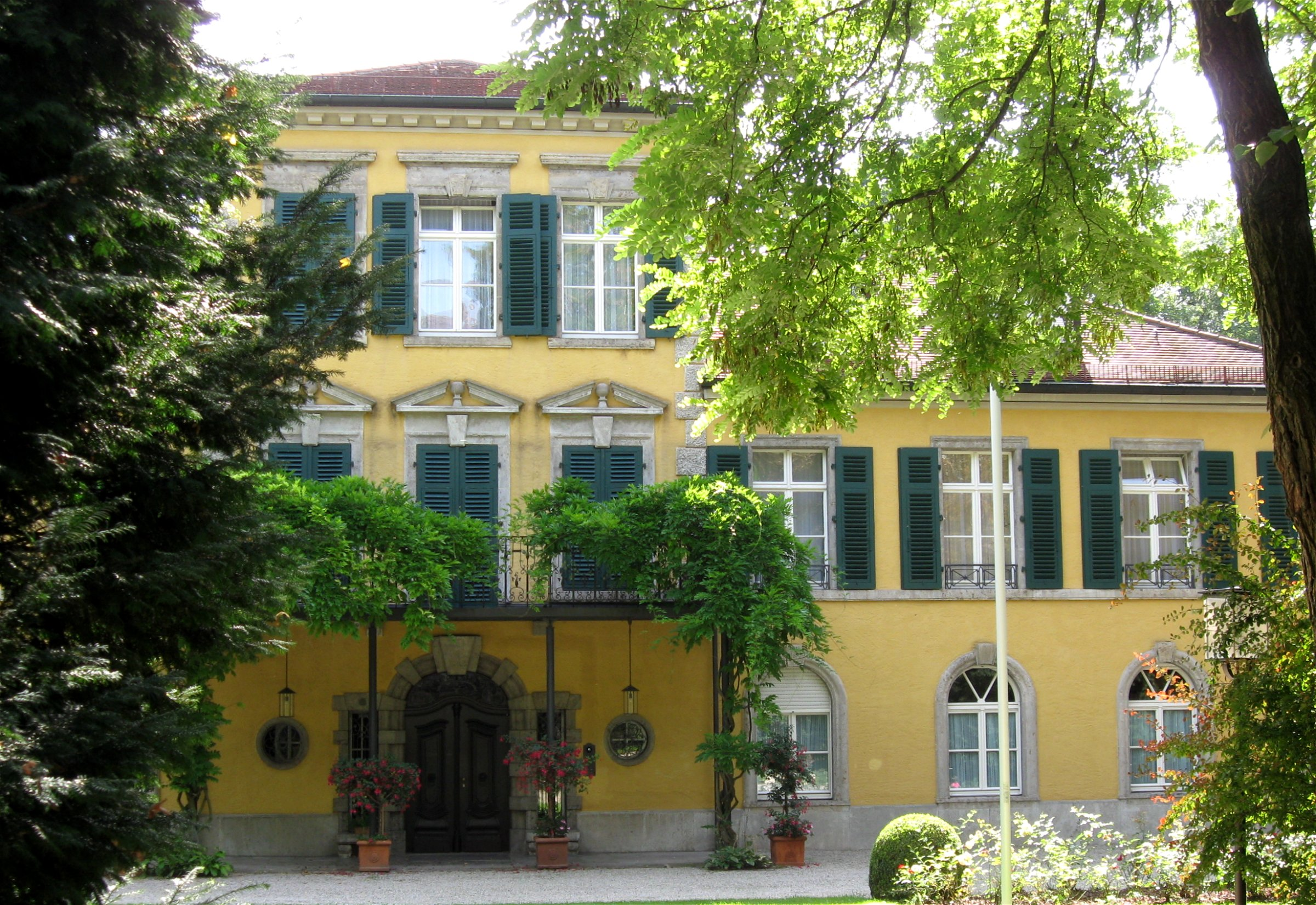
Castello Suresnes in via Werneck

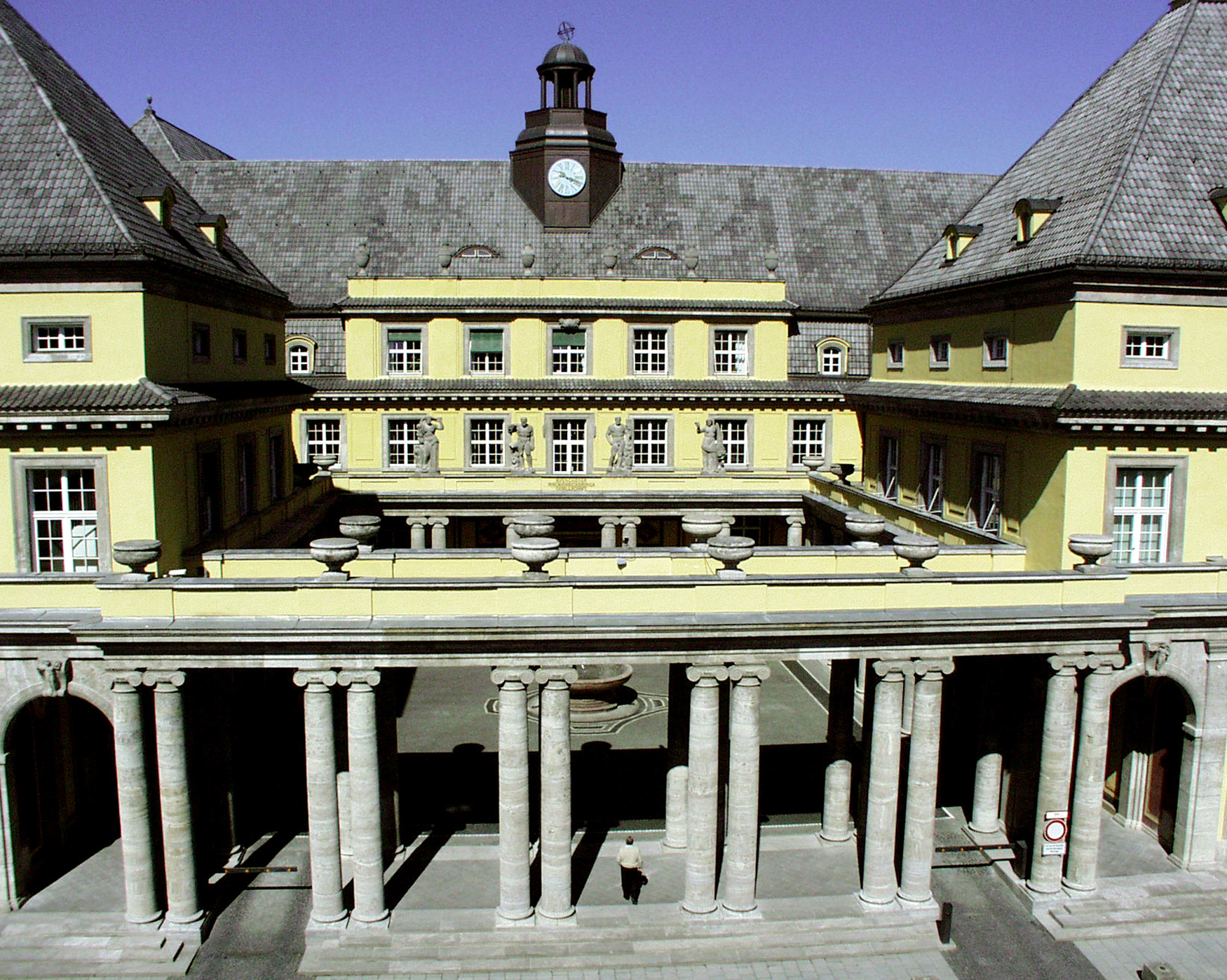
Sede mondiale dell'assicurazione Munich Re in via Königin

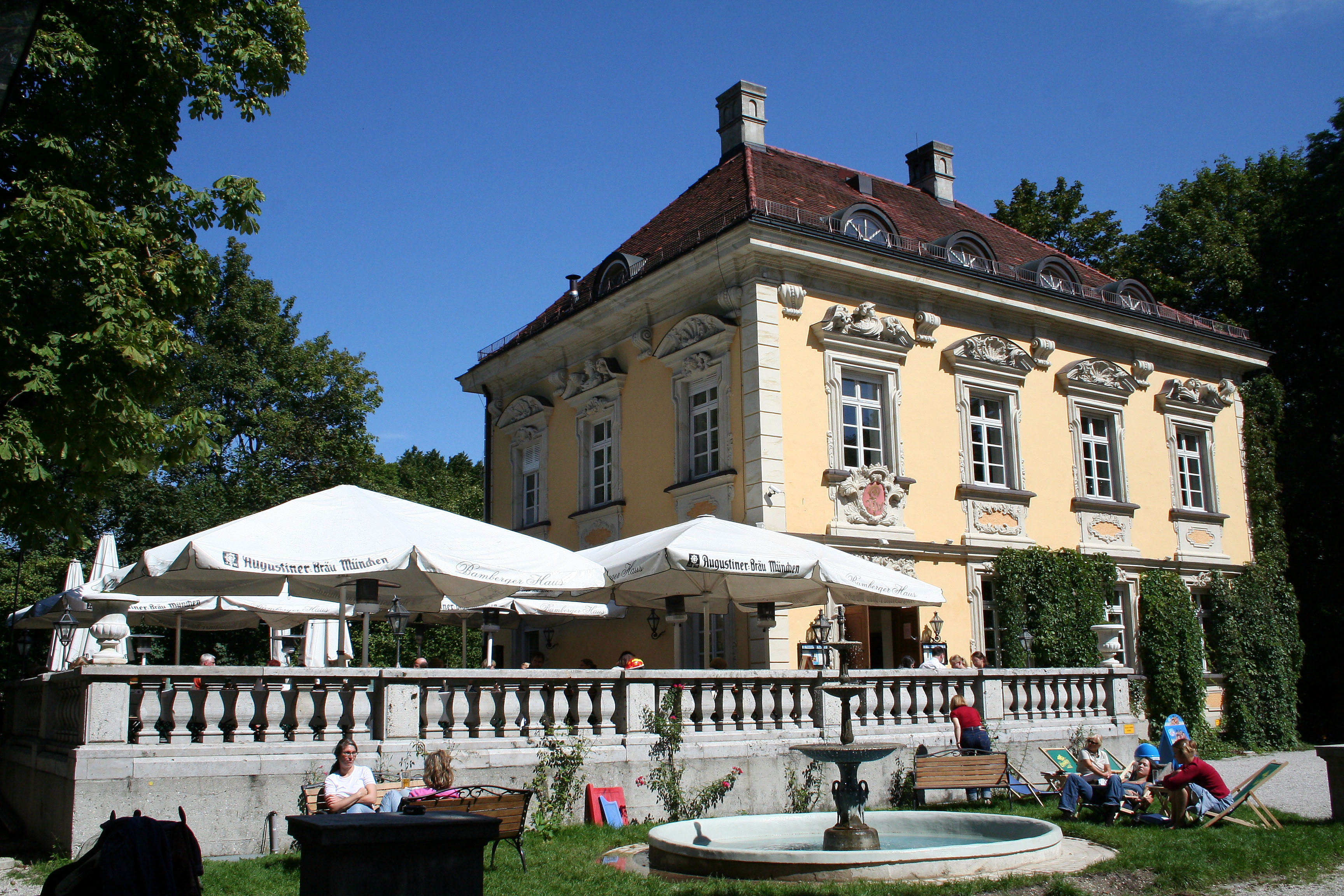
La villa Bamberger Haus nel parco Luitpoldpark

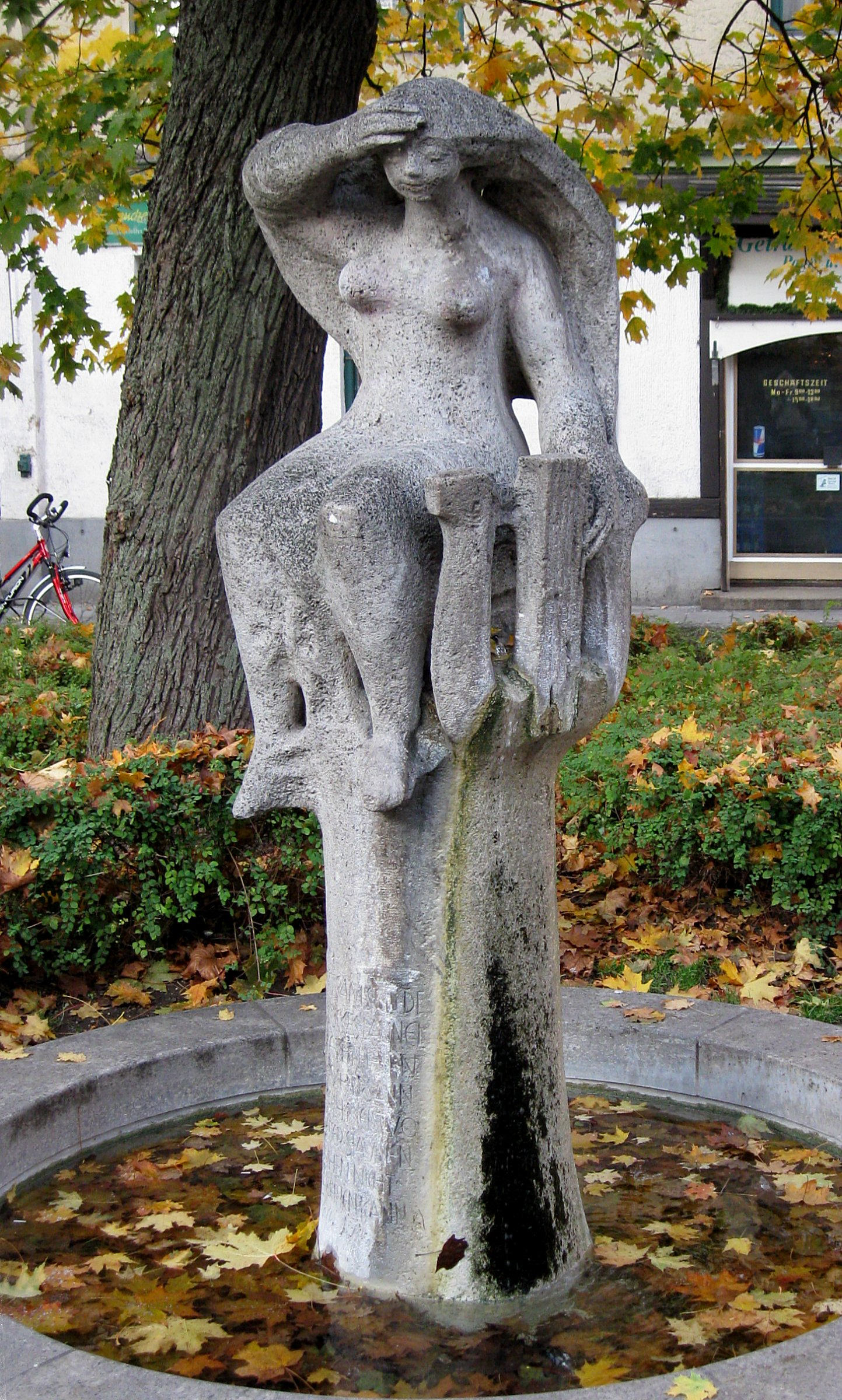
Fontana Wedekind in piazza Wedekind

Schwabing è un quartiere di Monaco di Baviera situato a nord del centro storico. Divenne famoso come quartiere degli artisti durante la fine del secolo XIX avendo avuto una massima concentrazione di pittori, scrittori, musicisti e rivoluzionari. Grazie alla vicinanza di un'università e di un'accademia di belle arti, molto aperte alle avanguardie, Schwabing divenne per una decina di anni uno dei centri artistici mondiali.

## Posizione
Schwabing è delimitato a sud dal quartiere di Maxvorstadt, a est dal quartiere di Lehel, a ovest dal quartiere di Neuhausen ed a Nord dal quartiere di Milbertshofen.

## Stemma
Lo stemma è composto da un campo azzurro con dodici spighe di grano d'oro i cui steli sono legati da un nastro d'argento.

## Storia
Il paese di Schwabing venne già citato nell'anno 782 ed è perciò più antico di Monaco di Baviera, che fu fondata nel 1158. Probabilmente il nome di Schwabing deriva da uno svevo (Svapo) che qui prende dimora. Il suo discendente donò in seguito i terreni al monastero di Schäftlarn. Più tardi qui fu costruita una piccola fortezza. Nel 1886 Schwabing fu elevato al rango di città e nel 1890 divenne un quartiere di Monaco.

### Schwabing ed il periodo d'oro (1880-1920)
Con il trasloco dell'Università Ludwig Maximilian di Monaco da Landshut e con l'apertura della Accademia delle belle arti di Monaco di Baviera tramite i regnanti bavaresi, Monaco divenne un centro intellettuale di grande importanza. Artisti e scrittori da tutto il mondo vennero a studiare e a stabilirsi a Monaco. Schwabing visse il boom edilizio nella seconda metà dell'Ottocento e, essendo vicina alle istituzioni scolastiche, diventò presto il quartiere degli artisti.
A Schwabing abitarono i pittori Franz von Stuck, Ernst Ludwig Kirchner, Lovis Corinth, Paul Klee, Wassily Kandinsky, Alexej Jawlensky, Gabriele Münter, Marianne von Werefkin, Franz Marc, Giorgio De Chirico, Alberto Savinio, Alexander Kanoldt, Heinrich Campendonk, August Macke, Frank Eugene Smith, Franz von Defregger, Maximilian Dasio, Karl Wilhelm Diefenbach, Julius Diez, Wilhelm von Diez, Alfred Kubin, Hermann Kaulbach e Friedrich August von Kaulbach Wilhelm von Kaulbach,
A Schwabing abitarono gli scultori Bernhard Bleeker, Hermann Obrist, Elisabet Ney e Wilhelm Hüsgen,
A Schwabing abitarono i caricaturisti/disegnatori/illustratori/grafici Olaf Gulbransson, Eduard Thöny, Heinrich Lautensack, Thomas Theodor Heine, Paul Renner, Angelo Jank, Valentin Zietara, Julius Diez, Max Eschle, Emil Preetorius, Max Schwarzer e Franz Paul Glass.
A Schwabing abitarono gli attori/ballerini Alexander Sacharoff e Clara Ziegler.
A Schwabing abitarono gli scrittori Ludwig Ganghofer, Michael Georg Conrad, Heinrich Mann, Thomas Mann, Oskar Panizza, Rudolf Alexander Schröder, Otto Julius Bierbaum, Alfred Walter Heymel, Friedrich Huch, Kurt Friedrich-Freksa (conosciuto come Friedrich Freksa), Alexander Moritz Frey, Norbert Jacques, Ricarda Huch, Frank Wedekind, Ernst von Wolzogen, Gustav Meyrink, Rainer Maria Rilke, Isolde Kurz, Ludwig Thoma, Josef Ruederer, Max Halbe, Edgar Steiger, Annette Kolb, Stefan George, Karl Wolfskehl, Ludwig Klages, Franz Hessel, Roda Roda, Rolf von Hoerschelmann, Ina Seidel, Helene Böhlau, Gabriele Reuter, Oscar A. H. Schmitz, Christian Morgenstern, Max Dauthendey, Heinrich Lautensack, Mechtilde Lichnowsky, Franziska zu Reventlow, Lion Feuchtwanger, Leonhard Frank, Joachim Ringelnatz, Lena Christ, Claire Goll, Oskar Maria Graf, Hugo Ball, Hermann Kesten, Eduard von Keyserling, Muhammad Iqbal, Henrik Ibsen, Franz Blei, Otto Falckenberg, Theodor Lessing, Kurt Martens, Carl Muth, Ernst Penzoldt, Alexander Roda-Roda, Arthur Kutscher e Erich Kästner.
A Schwabing abitarono i rivoluzionari Lenin e Krupskaja, Leo Trotzki, Erich Mühsam, Ernst Toller, Eugen Levine, Julius Martow, Pavel Aksel'rod, Georgij Valentinovič Plechanov, Vera Zasulič, Georg Strasser, Julian Marchlewski e Parvus.
A Schwabing abitò il politico Gregor Strasser.
A Schwabing abitarono i criminali Adolf Hitler, Alfred Rosenberg e Ernst Röhm.
A Schwabing abitarono i compositori Karl Amadeus Hartmann, Ludwig Thuille, Joseph Gabriel Rheinberger, Max Reger e Hermann Wolfgang von Waltershausen.
A schwabing abitarono gli scienziati Werner Heisenberg, Jonathan Zenneck, Wilhelm Wien e Arnold Sommerfeld.
A Schwabing abitò il dirigente Felix Mottl.
A Schwabing abitò l'architetto Friedrich von Thiersch,
A Schwabing abitò l'orientalista Fritz Hommel.
A Schwabing abitò lo psicoanalista Otto Gross.

## Attrazioni a Schwabing
- Porta della Vittoria
- Leopoldstraße (via Leopoldo)
- The Walking Man
- Sankt Sylvester (Chiesa di San Silvestro)
- Chiesa di Santa Ursula (Monaco di Baviera)
- Erlöserkirche chiesa evangelica del Redentore
- Schloss Suresnes (Castello Suresnes)
- Katholische Akademie (Accademia cattolica)
- Luitpoldpark il parco Luitpold
- Habsburgerplatz con il monumento dedicato a Muhammad Iqbal
- la stazione futuristica del Tram in Münchner Freiheit
- la stazione del metrò Münchner Freiheit (metropolitana di Monaco di Baviera) creata da Ingo Maurer
- la piscina Nordbad
- Fontana della Bimba olandese con scarpe in legno
- Fontana della Foca
- Fontana delle Fiabe
- Fontana Wedekind
- il lago Kleinhesseloher See nel Giardino Inglese

Jugendstil ovvero liberty a Schwabing
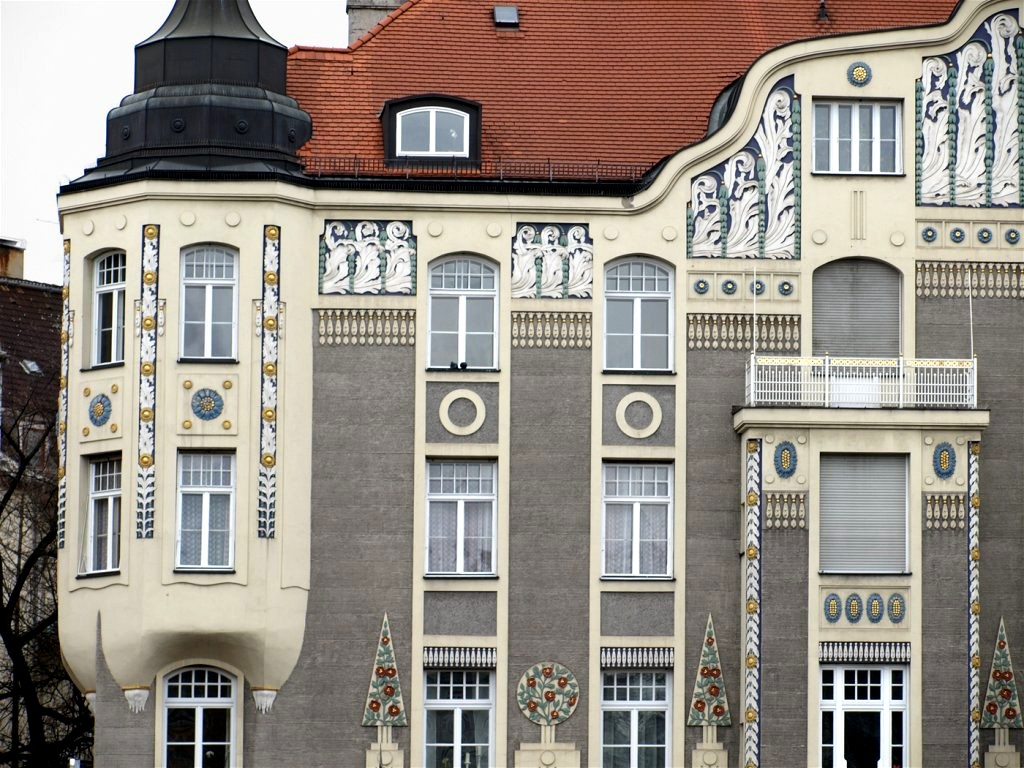
Münchner Freiheit
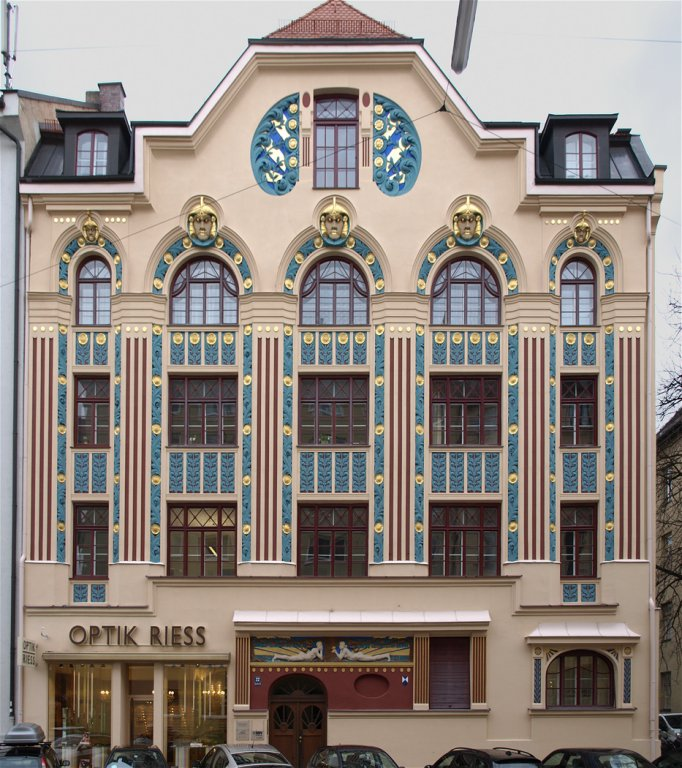
via Ainmiller 22
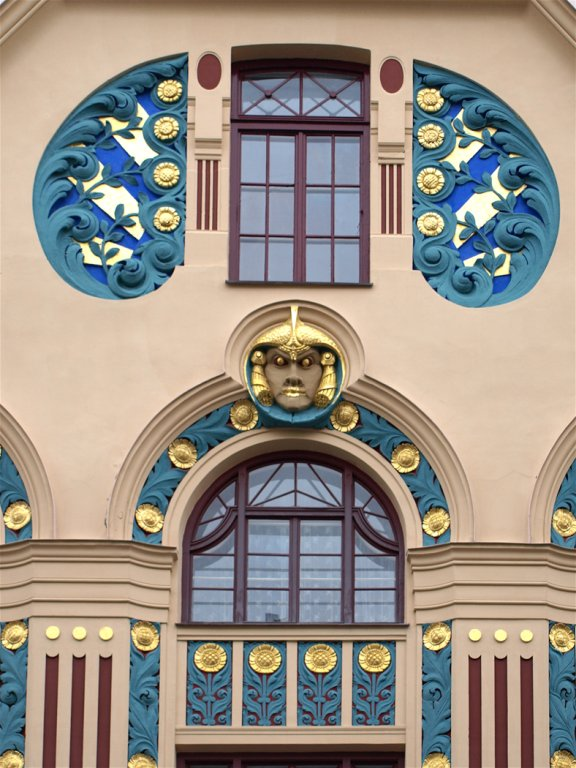
via Ainmiller 22
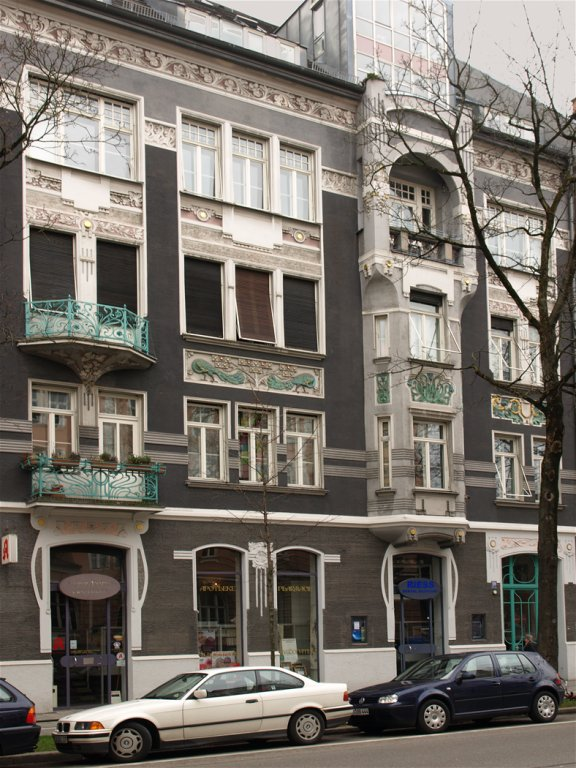
via Franz-Joseph  19
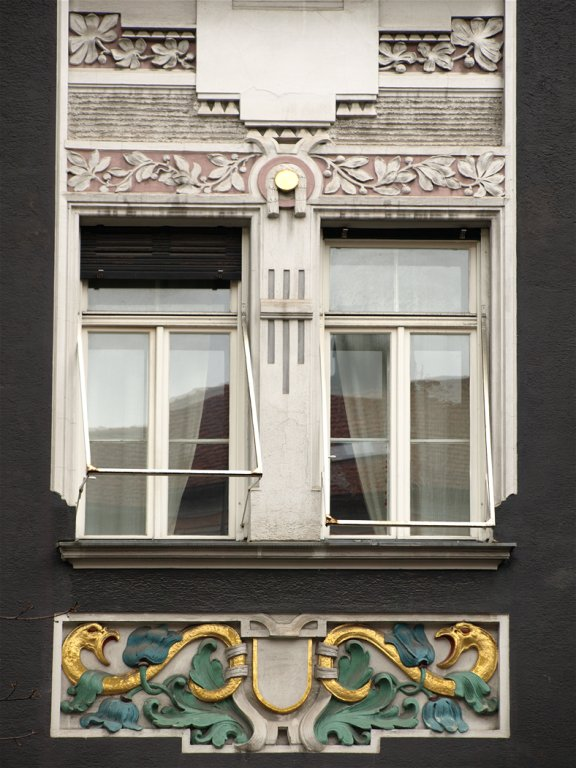
via Franz-Joseph  19
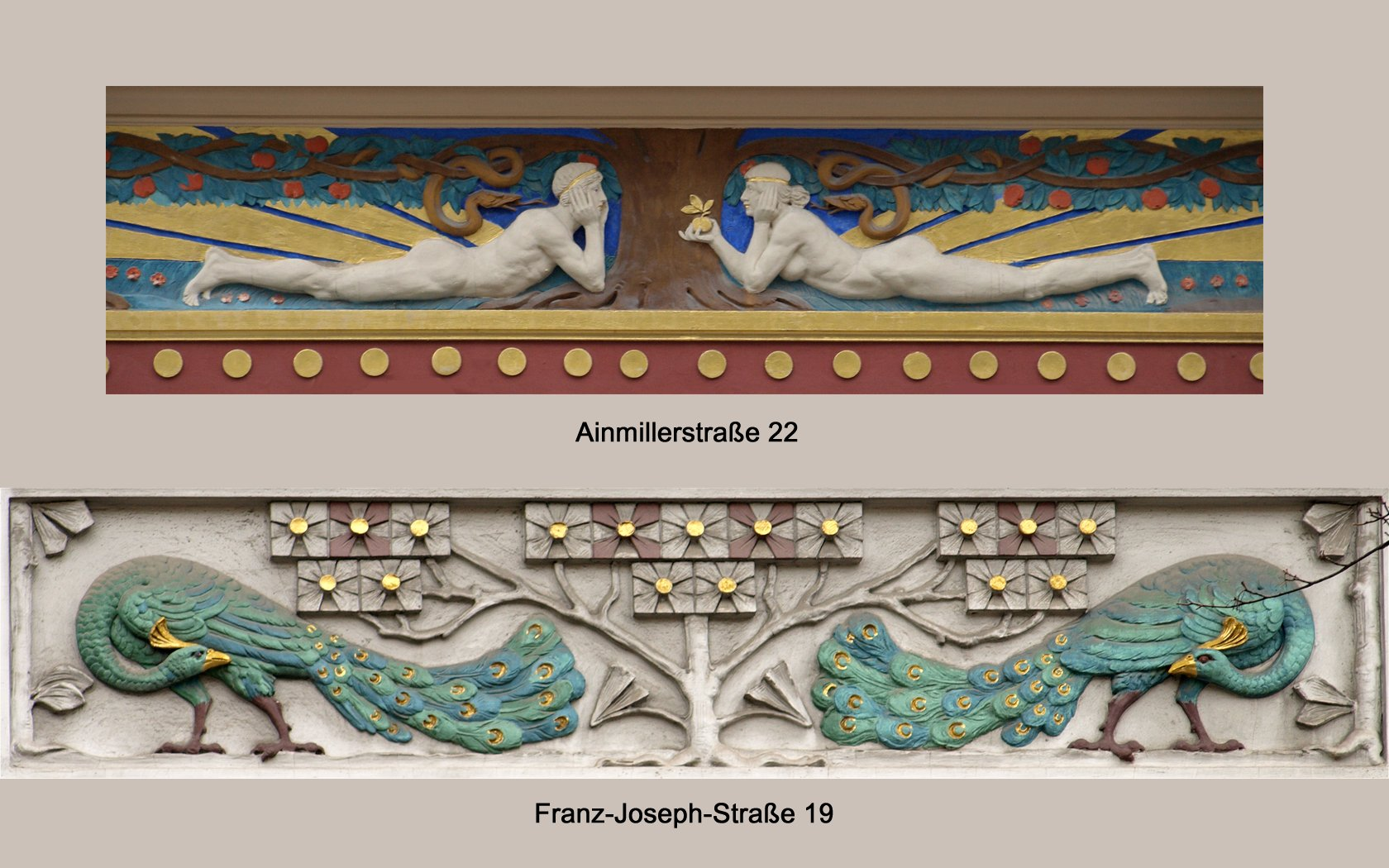
elemento decorativo